# Matthias Fornoff

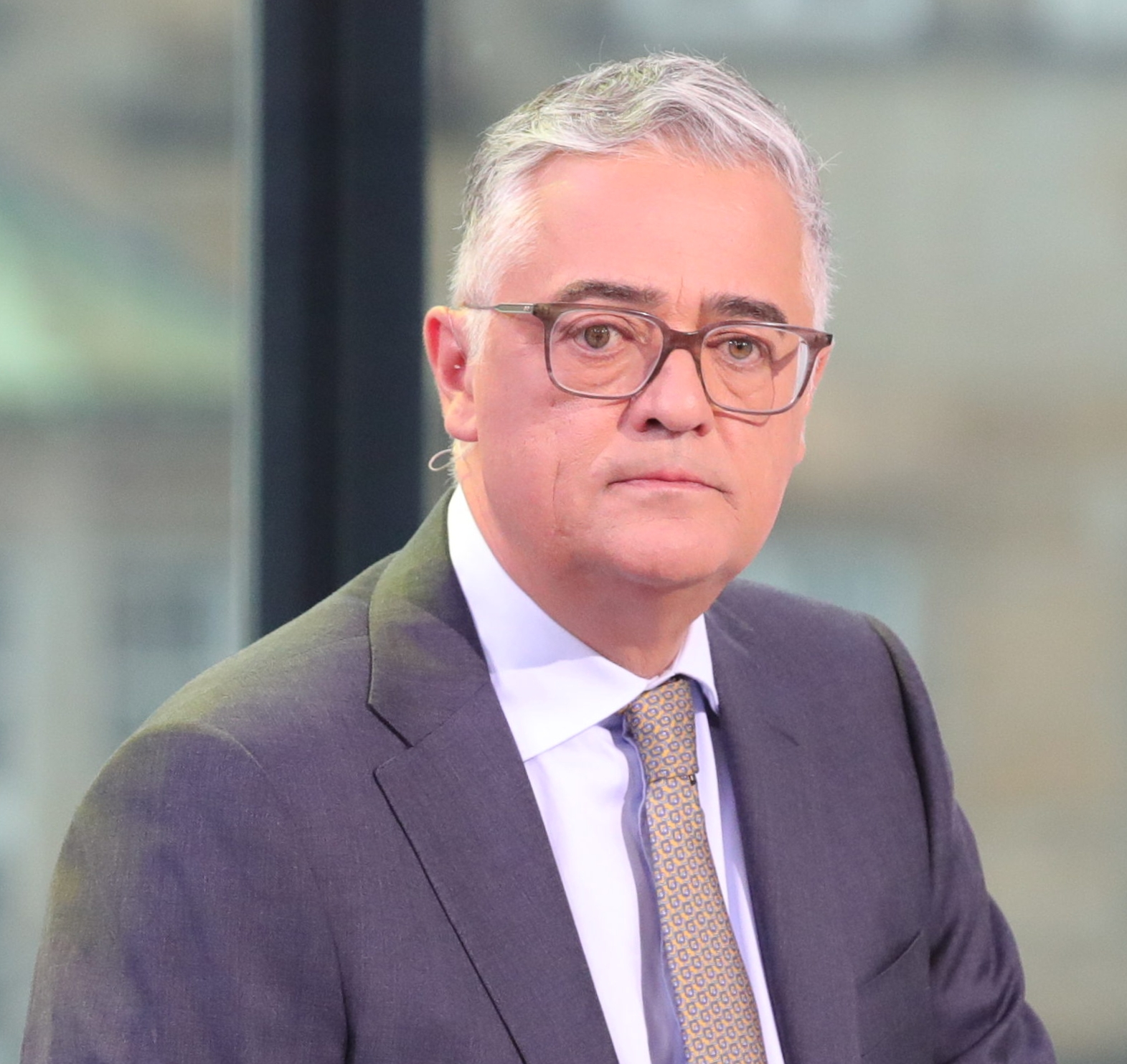
Matthias Fornoff (2023)

Matthias Fornoff (* 28. August 1963 in Mainz) ist ein deutscher Journalist und Fernsehmoderator, der von 1992 bis 2024 für das ZDF tätig war.

## Leben und Wirken
Nach seinem Studium der Geschichte, Politikwissenschaften und Slawistik in Mainz und an der FU Berlin begann Fornoff für die Deutsche Presse-Agentur in Berlin und das ZDF in der Redaktion Zeitgeschichte zu arbeiten, bevor er 1992 Korrespondent im ZDF-Landesstudio Berlin wurde. Durch seine Berichterstattung über das Oderhochwasser 1997 erlangte er bundesweite Bekanntheit. Im Jahr 1998 wechselte er in das Landesstudio Brandenburg nach Potsdam, dessen Leiter er wurde.
Im Jahr 2000 folgte ein Wechsel in die ZDF-Zentrale nach Mainz. Dort wurde er als Chef vom Dienst zu einem der engsten Mitarbeiter von Chefredakteur Nikolaus Brender. 2007 wurde er Auslandskorrespondent in Washington, D.C. und 2008 Studioleiter.
Von September 2010 bis August 2014 war Fornoff im wöchentlichen Wechsel mit Petra Gerster Moderator in der Hauptausgabe der heute-Nachrichten um 19 Uhr sowie Redaktionsleiter. Er hatte den Platz von Steffen Seibert übernommen, der damals Regierungssprecher in Berlin wurde. Fornoff hatte es sich zum Ziel gesetzt, neue Publikumsschichten für das ZDF zu erschließen. Dabei sollen die Zuschauer auch mehr Hintergrundinformationen und 3D-Animationen erhalten. Boulevardjournalismus und Promi-Berichterstattung sieht er dagegen nicht als Bestandteil eines seriösen Nachrichtenformats.
Von Juli 2014 bis Mai 2024 war er Leiter der Hauptredaktion „Politik und Zeitgeschehen“ und moderierte das Politbarometer. Nach eingestandenem Fehlverhalten gegenüber Kolleginnen wechselte er per Juni 2024 ohne Führungsaufgaben in die ZDF-Chefredaktion. Sein Verhalten „soll nicht den Werten des ZDF, der Führungskultur und den Maßstäben, wie innerhalb des Senders mit Frauen und Mitarbeitern umgegangen werden dürfe, entsprochen haben“. Im September 2024 wurde bekannt, dass sich das ZDF endgültig von ihm getrennt hat.
Fornoff ist verheiratet und hat zwei Kinder. Er beherrscht die russische Sprache.

## Auszeichnungen
- 1997 Telestar – Für die Berichterstattung über das Oderhochwasser
- 1997 Förderpreis Information – Für die Berichterstattung über das Oderhochwasser